# Impatiens chapaensis
Impatiens chapaensis är en balsaminväxtart som beskrevs av Tardieu. Impatiens chapaensis ingår i släktet balsaminer, och familjen balsaminväxter. Inga underarter finns listade i Catalogue of Life.